# Euphorbia socotrana
Euphórbia socotrána — древесное растение, вид рода Молочай (Euphorbia) семейства Молочайные (Euphorbiaceae).

## Распространение и среда обитания
Эндемик острова Сокотры. Его естественной средой обитания являются субтропические или тропические сухие леса и субтропические или тропические сухие кустарниковые заросли. Встречается на высоте от 450 до 900 м над уровнем моря.

## Ботаническое описание
Дерево, реже кустарник с бледно-коричневой или почти белой корой.